# Dee (Galles)

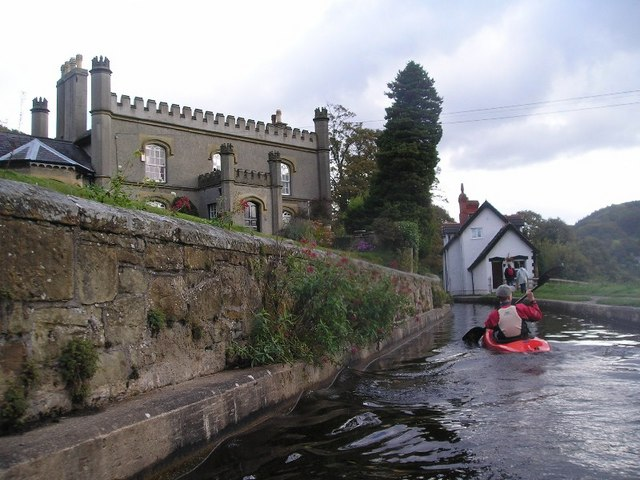
Il fiume Dee a Llangollen

Il Dee (in gallese: Dyfrdwy) è un fiume della Gran Bretagna, che scorre per 110 km (70 miglia) in direzione ovest-est/nord  tra il nord del Galles e - in minima parte - il nord-ovest dell'Inghilterra:  nasce dal monte Dduallt, a nord-ovest di Llanuwchllyn,in Snowdonia, nella contea di Gwynedd (Galles), attraversa le contee gallesi del Denbighshire e di Wrexham e sfocia nella Baia di Liverpool (Mare d'Irlanda), con un ampio estuario che inizia a nord di Connah's Quay, nel Flintshire (Galles), a nord di Chester (Inghilterra), e che bagna la Penisola di Wirral, situata tra le contee inglesi del Cheshire e del Merseyside, segnando per un piccolo tratto anche il "confine" tra Galles e Inghilterra.
Suoi affluenti di sinistra sono il Tryweryn, l'Alwen, il Clywedog, e l'Alyn; suoi affluenti di destra sono il Ceiriog e il Wych Brook.
Tra le principali città attraversate, vi sono Llangollen (Galles) e Chester.

## Edifici e luoghi d'interesse lungo il fiume Dee
- Acquedotto di Pontcysyllte
- Ponte del Giubileo presso Queensferry

## Sport
Il fiume Dee è frequentato dagli amanti della canoa.

## Cultura popolare
- Il fiume Dee è lo scenario di una canzone popolare, nota come Miller of Dee.
- Il fiume Dee compare nel videogioco Assassin's Creed Valhalla come location da razziare insieme al fiume Severn e Exe.